# Giovanni Astengo
Giovanni Astengo (Torino, 13 aprile 1915 – San Giovanni in Persiceto, 26 luglio 1990) è stato un urbanista e architetto italiano.

## Biografia

### Attività formativa e professionale
Dopo aver conseguito la maturità classica, Giovanni Astengo si laurea al Politecnico di Torino nel 1938, con il professor Giovanni Muzio; quindi parte per il servizio militare e comincia l'attività didattica presso il Politecnico della sua città natale. Nell'immediato dopoguerra è una delle personalità più attive nel dibattito sulla ricostruzione del Paese ed è propugnatore dell'esigenza di un vasto programma di piani, dalla scala nazionale fino a quella locale, entro i quali articolare e inscrivere un ordinato sviluppo del territorio nazionale. Con i colleghi Mario Bianco, Nello Renacco e Aldo Rizzotti forma un sodalizio professionale (ABRR) con il quale affronta il primo impegnativo lavoro di analisi territoriale: gli studi per il Piano regionale piemontese e per l’area torinese, condotti tra il 1944 e il 1946. Dal 1948 aderisce all'Istituto Nazionale di Urbanistica (INU), del cui rinnovamento su basi repubblicane diventa l'anno successivo uno dei principali artefici, sotto la presidenza di Adriano Olivetti. È nominato caporedattore dal numero 1 del 1949 della rivista Urbanistica dell'INU. Posizione che mantiene fino al numero 8 del 1951, quando dal n. 9 del 1952 ne assume la direzione, che mantiene fino al numero 65 del 1976. È stato componente del Consiglio Direttivo Nazionale dell'INU, Vicepresidente nazionale, Tesoriere, nonché Presidente onorario dal 1986 alla sua morte. È stato un membro molto autorevole dell'INU, specialmente nel collegamento con le istituzioni. Per l'INU elaborerà nel 1960, insieme a Giuseppe Samonà, il Codice dell'Urbanistica, con l'idea che potesse diventare una legge nazionale in sostituzione di quella 1942, n. 1150.
Dal 1949 è chiamato da Giuseppe Samonà, prima come professore incaricato e poi come professore di ruolo dal 1966, ad insegnare Urbanistica all'Università IUAV di Venezia. Qui fonderà nel 1970 il primo Corso di Laurea in Urbanistica italiano, per formare una nuova figura professionale specializzata nell'analisi, costruzione e gestione del territorio e dell'ambiente urbano. Del corso ne sarà Presidente fino al 1984. Lascerà l'insegnamento attivo nel 1985.
Fin dai primi studi relativi al Piano regionale del Piemonte 1946 aderisce agli orientamenti della cultura urbanistica nord-europea e anglosassone, e ne diviene studioso e divulgatore. Esempio di questo orientamento, che nelle sue linee essenziali mai abbandonerà, sono i due saggi su «Attualità dell'urbanistica» e «La lezione urbanistica di Amsterdam», rispettivamente pubblicati su Urbanistica, n. 1 e n. 2, del 1949.
Nella sua lunga attività si è occupato soprattutto di pianificazione urbanistica e territoriale, innovando la concezione del piano. Molto importante, nella sua opera, è il momento dell'analisi, che permette di conoscere il contesto (dal punto di vista fisico, sociale, economico...) e determinare le azioni da intraprendere. Astengo ritiene necessario conciliare «metodo scientifico e attività creatrice», per poter definire un piano armonico senza però giungere a conclusioni arbitrarie. Tale visione emerge dalla definizione di urbanistica data nel 1966 per l'Enciclopedia Universale dell'Arte: «Scienza che studia i fenomeni urbani in tutti i loro aspetti avendo come proprio fine la pianificazione del loro sviluppo storico».
Questa definizione avrà un ruolo fondamentale nell'influenzare sia la legge regionale del Piemonte n. 56 del 1977 che la definizione ufficiale di «Urbanistica» operata dal legislatore nazionale nel medesimo anno. Così, infatti, recita l'art. 80 del DPR 616 del 1977: per urbanistica si intende «la disciplina dell'uso del territorio comprensiva di tutti gli aspetti conoscitivi, normativi e gestionali riguardanti le operazioni di salvaguardia e di trasformazione del suolo nonché la protezione dell'ambiente».
Sarà lo stesso Astengo a confermarlo nell'introduzione al Rapporto sulla pianificazione in Piemonte nel periodo 1975-1980: secondo lui «accogliendo una precisa proposta formulata dalla Regione Piemonte nel Convegno interregionale tenuto a Milano nell'ottobre 1976 sui contenuti della legge 382 del 22.7.1975, [Governo e Parlamento] adottavano, all'art. 80 del DPR 616 del 24 luglio 1977, una dirimente definizione, che giova qui richiamare per esteso (...): La “tutela e l'uso del suolo” sono così entrati nella terminologia ufficiale giuridica e tecnica e riconosciuti come l'oggetto disciplinare della materia, mentre nel campo della pratica attività urbanistica è stato riconosciuto come essenziale, per la pianificazione urbanistica, l'intero arco di studi e di atti che partendo dal momento conoscitivo si traducono nelle fasi progettuali e decisionali, attuative e gestionali».
I suoi primi due Piani regolatori generali, quello di Assisi - insignito nel 1958 del Premio Olivetti - e quello di Gubbio saranno centrali per la nascita dell'Associazione nazionale centri storici ed artistici (ANCSA). Nel 1990 gli è stata conferita dall'Università "Mediterranea" di Reggio Calabria la laurea honoris causa in Pianificazione territoriale e urbanistica.

### Attività politico - legislativa
Astengo, legato al PSI, ha coperto le cariche di consigliere comunale di Torino dal 1964 al 1975 e Assessore alla Pianificazione urbanistica dal 1966 al 1967, promuovendo la revisione del PRG. In seguito è stato consigliere regionale della Regione Piemonte dal 1975 al 1985 e Assessore alla Pianificazione e Gestione urbanistica dal 1975 al 1980, durante la presidenza di Aldo Viglione, facendo approvare la legge regionale n. 56 del 1977, su Tutela ed uso del suolo.
È stato membro di diverse commissioni parlamentari e ministeriali: Commissione parlamentare di indagine per la tutela e valorizzazione del patrimonio storico, archeologico e del paesaggio (1964), Commissione di indagine sulla frana di Agrigento e Comitato interministeriale per Venezia (1966); delegazione italiana all'OCSE sui problemi urbani, in qualità di capo (1974). Ha poi partecipato ai progetti di legge urbanistica INU (1960), Zaccagnini (1961), Sullo, (1962), Pieraccini (1964).

## Archivio
Il fondo Astengo Giovanni conservato presso l'Università IUAV di Venezia comprende elaborati grafici e materiali di studio, documentazione di viaggio, fotografie e corrispondenza, che testimoniano le numerose sfaccettature dell'attività dell'architetto.

## Critica
(Di Biagi - Gabellini, Urbanisti italiani, 1992)

## Principali attività
- 1944 - Studi per il Piano regolatore di Torino (con N. Renacco, A. Rizzotti)
- 1944/1945 - Studi per il Piano regionale piemontese (con M. Bianco, N. Renacco, A. Rizzotti)
- 1946 - Allestimento della sezione urbanistica alla Mostra dell'edilizia di Torino (con M. Bianco, N. Renacco, A. Rizzotti)
- 1947 - Concorso per il Piano regolatore generale di Torino (con M. Bianco, N. Renacco, A. Rizzotti), I classificato ex aequo[3]
- 1947 - Studi per una metodologia unificata per la redazione di Piani territoriali per il Ministero dei Lavori Pubblici (con N. Renacco, A. Rizzotti)
- 1950/1951 - Progetto urbanistico per il Quartiere Ina casa di Falchera a Torino (con A. Molli Boffa, M. Passanti, N. Renacco, A. Rizzotti)
- 1952/1955 - Piano di trasformazione e progetto di sistemazione degli edifici esistenti del Centro di San Leonardo di Cutro per l'Opera per la Valorizzazione della Sila
- 1954/1955 - Progetto di integrazione dei servizi del Centro di San Leonardo di Cutro per l'Opera per la Valorizzazione della Sila
- 1955/1958 - Piano regolatore generale di Assisi
- 1956/1958 - Nucleo di abitazioni Ina casa in via dei Filosofi a Perugia
- 1957 - Piano regolatore generale di Ancona (con C. Baccin, M. Coppa, M. Pallottini, R. Pontecorvo, C. Salmoni, P. Salmoni, G. Tommasi)
- 1958/1966 - Piani particolareggiati di attuazione del PRG di Assisi
- 1958/1966 - Piano regolatore generale di Gubbio
- 1960/1962 - Studi per il Piano di sviluppo economico dell'Umbria
- 1961 - Piano regolatore generale di Camisano Vicentino (con R. Chirivi, L. Mariani Travi, Piacentini)
- 1961/1962 - Consulente per il Piano per l'area di sviluppo industriale di Taranto
- 1961/1963 - Edificio per servizi della Pro Civitate Cristiana ad Assisi
- 1961/1964 - Piano regolatore generale di Saluzzo
- 1962 - Piani particolareggiati di attuazione del PRG di Gubbio
- 1962/1963 - Indagine urbanistica e progetto di sistemazione territoriale per la localizzazione dello stabilimento ICO della Olivetti a Scarmagno
- 1963/1965 - Studi per il Piano regolatore generale di Genova (con R. Auzelle, M. Coppa, E. Cerutti, E. Fuselli)
- 1964/1966 - Piano regolatore generale di Bastia Umbra
- 1965/1969 - Piano regolatore generale di Assisi
- 1965/1969 - Piano regolatore generale di Bergamo (con L. Dodi)
- 1969/1970 - Piano regolatore dei consolidamenti e dei trasferimenti degli abitanti della Basilicata interessati da fenomeni di frana (con G. Spalla)
- 1969/1973- Piano particolareggiato del centro direzionale-commerciale e della relativa rete infrastrutturale di Saluzzo
- 1969/1979 - Consulente per il Piano dell'area metropolitana di Ankara
- 1971 - Studi per il piano dei servizi per la variante generale al PRG di Firenze (con F. Clemente, P. Maretto, L. Pontuale, E. Capaccioli)
- 1971 - Studi per l'area di Mogadiscio per il Fondo europeo di sviluppo (con G. Abbate, E. Calcaterra, G. Spalla, E. Spantigati)
- 1972 - Piano regolatore generale di Albenga
- 1973/1974 - Piano dei servizi pubblici di quartiere a Pavia (con G. Campos Venuti)
- 1974/1976 - Piano regolatore generale di Pavia (con G. Campos Venuti)
- 1975/1980 - Piano regolatore generale di Monreale
- 1976/1976 - Piano regolatore generale di Vigevano (con G. Boatti, G. Campos Venuti, E. Corsico Piccolini)
- 1979/1989 - Variante generale del Piano regolatore generale di Firenze (con G. Campos Venuti, F. Clemente, P. Maretto, L. Pontuale, G. Stancanelli - subentrato a E. Capaccioli -, fino al 1987, poi solo con G. Campos Venuti)
- 1980 - Variante del Piano regolatore generale di Vittorio Veneto
- 1981 - Piano per l'edilizia economica e popolare di Gela (con G. De Giovanni, G. Bresolin, P. Mulatero, G. Vercesi)
- 1981/1983 - Schema strutturale e Piano urbanistico comprensoriale della Valle dell'Adige
- 1983/1989 - Schema strutturale (con altri) del Piano urbanistico comprensoriale della Bassa Val Sugana e del Tesino
- 1983/1990 - Schema strutturale e bozza (con altri) del Piano urbanistico comprensoriale della Val di Non
- 1984/1985 - Piano urbanistico comprensoriale della Valle dell'Adige
- 1986/1989 - Progetto (con altri) del Piano regolatore di Pistoia
- 1985/1990 - Schema strutturale per l'area metropolitana Firenze-Prato-Pistoia
- 1988/1990 - Riqualificazione urbanistica e funzionale della fascia urbana adiacente l'asse ferroviario a Modena
- 1987/1990 - Preliminare del Piano Regolatore di Pisa

## Principali opere
- voce «Piano territoriale di coordinamento», Enciclopedia italiana, 1947
- voce «Italy», Encyclopaedia of Urban Planning, 1947
- voce «Urbanistica», Enciclopedia Universale dell'Arte, 1966
- Voce «L'Urbanistica», Le Scienze umane in Italia, oggi, Il Mulino, 1971
- Agricoltura e urbanistica: analisi e rappresentazione della situazione agricola dal punto di vista urbanistico, con M. Bianco, Torino 1946
- Il Piano regionale piemontese, Torino 1947 (con M. Bianco, N. Renacco, A. Rizzotti)
- La legge 1947 sulla pianificazione urbana e rurale in Inghilterra, Roma 1947
- Town and Regional Planning in Italy, Department of civic design, Liverpool University, 1952
- Ministero dei LL.PP., Criteri di indirizzo per lo studio dei Piani territoriali di Coordinamento in Italia, (a cura di G. Astengo), Roma 1953, parte 1
- «Assisi: piano regolatore e piani particolareggiati di primo intervento», in Urbanistica, nn. 24-25, 1958
- Il Codice dell'urbanistica (testo di disegno di legge redatto da G. Samonà e G. Astengo, in collaborazione con la Commissione nazionale di studio dell'Inu), Roma 1960
- Indagine sociale-urbanistica nella zona del ghetto in Cannaregio, Venezia 1964
- Il piano regolatore di Saluzzo, Saluzzo 1964
- «I piani urbanistici vanno rifatti», in ACI, Le conferenze dell'associazione culturale italiana, 1965-1966, Torino 1966
- «Tutela e Valorizzazione dei Beni Culturali e Ambientali», in Commissione d'indagine per la tutela e la valorizzazione del Patrimonio Storico, Archeologico, Artistico e del Paesaggio (Commissione Franceschini), Per la salvezza dei Beni Culturali in Italia, vol. 1, Roma 1967
- Urbanista sotto accusa a Gubbio, Torino 1968
- «Le nostre tigri di carta: la battaglia urbanistica, un clamoroso fallimento», in Il Ponte, nn. 11/12, 1968
- Bergamo: gli studi per il nuovo PRG, 1965-1969, a cura della rivista Urbanistica, Torino 1970
- Pavia: nuovo piano regolatore, Bizzoni, Pavia 1975 (con G. Campos Venuti)
- Schema strutturale del piano del comprensorio C5, Provincia Autonoma di Trento, Trento 1983
- «La progettazione urbanistica: la città come organismo», introduzione a L. Piccinato, Progettazione urbanistica, Marsilio, Venezia 1987
- «La rinascita della città. Orientamenti per l'urbanistica italiana», testo introduttivo al volume didattico di Mario Coppa, a cura di, Introduzione allo studio della pianificazione urbanistica, vol. 1, Utet, Torino 1986
- It.Urb. 80. Rapporto sullo stato dell'urbanizzazione in Italia, a cura di G. Astengo e C. Nucci, Quaderni di Urbanistica Informazioni, n. 8, 1990
- Pisa: struttura e piano, vol. 1, Tacchi editore, Pisa 1989; vol. 2, Tacchi editore, Pisa 1991
- Cambiare le regole per innovare, Laurea ad honorem in Pianificazione territoriale ed urbanistica, Università degli studi di Reggio Calabria, Facoltà di Architettura, Reggio Calabria 22 marzo 1990
- Urbanistica, la scienza del futuro, (a cura di Alessandro Franceschini), La Finestra editrice, Lavis (TN) 2011

### Scritti su Astengo
- C. Mazzoleni, a cura di, Teoria del piano. Giovanni Astengo e il piano di Bergamo: un caso paradigmatico, F. Angeli, Milano 1983.
- Aa.Vv., «Giovanni Astengo», in Archivio di studi urbani e regionali, nn. 38-39, 1990, pp. 3–91.
- F. Indovina, a cura di, La ragione del piano. Giovanni Astengo e l'urbanistica italiana, F. Angeli, Milano 1991.
- R. Ciuti, Il governo della città: Giovanni Astengo e il nuovo piano regolatore di Pisa, Tacchi Editore, Pisa 1991.
- P. Di Biagi, «Giovanni Astengo. Un metodo per dare rigore scientifico e morale all'urbanistica», in P. Di Biagi, P. Gabellini, a cura di, Urbanisti italiani: Piccinato, Marconi, Samonà, Quaroni, De Carlo, Astengo, Campos Venuti, Laterza, Roma 1992.
- G. De Luca, «Un ricordo di Astengo e un'intervista inedita», in Urbanistica Informazioni, nn. 143, 1995.
- Ministero dei Lavori Pubblici, Le sculture di Paolo Borghi omaggio agli urbanisti italiani del Novecento: Marcello Piacentini, Giuseppe Samonà, Luigi Piccinato, Ludovico Quaroni, Edoardo Detti, Giovanni Astengo, a cura di P. Gabellini e P. Di Biagi, INU edizioni, Roma (2002?).
- L. Ciacci. B. Dolcetta, A. Marin, Giovanni Astengo. Urbanista Militante, Marsilio, Venezia 2009, con DVD allegato.
- A. Marin, "L'Archivio Giovanni Astengo, uno strumento per lo studio della disciplina e della prassi urbanistica", scheda in AAA Italia. Bollettino, n. 9, 2010.
- M. Fantin, L. Fregolent, a cura di, Astengo. Editoriali di Urbanistica dal 1949 al 1976, Inu Edizioni, Roma 2010.
- G. De Luca, F. Sbetti, a cura di, Le eredità di Astengo, Inu Edizioni, Roma 2012.
- B. Dolcetta, M. Maguolo, A. Marin, Giovanni Astengo urbanista: piani, progetti, opere, Il Poligrafico, Padova 2015.